# Matthew A. Smith
Matthew A. Smith (* 4. April 1967) ist ein englischer Badmintonspieler. 

## Karriere
Matthew Smith gewann 1985 den englischen Juniorentitel im Herreneinzel. Im gleichen Jahr wurde er in dieser Disziplin auch Junioreneuropameister. 1990 siegte er bei den Welsh International, 1991 bei den Iceland International.

## Sportliche Erfolge
| Saison | Veranstaltung                             | Disziplin    | Platz | Name          |
| ------ | ----------------------------------------- | ------------ | ----- | ------------- |
| 1985   | Junioren-Europameisterschaft              | Herreneinzel | 1     | Matthew Smith |
| 1985   | England: Einzelmeisterschaft der Junioren | Herreneinzel | 1     | Matthew Smith |
| 1990   | Welsh International                       | Herreneinzel | 1     | Mathew Smith  |
| 1991   | Iceland International                     | Herreneinzel | 1     | Matthew Smith |